# Зыбин, Пётр Митрофанович
Пётр Митрофа́нович Зы́бин (1857, Хозино, Ардатовский уезд, Нижегородская губерния — 14 августа, 1918, Саратов) — российский архитектор и педагог. Один из наиболее ярких представителей саратовского архитектурного модерна.

## Биография

### Ранняя жизнь
Пётр Митрофанович Зыбин родился 18 ноября 1857 года в селе Хозино Ардатовского уезда Нижегородской губернии в крестьянской семье. В возрасте 8 лет остался потерял родителей, после чего воспитывался в доме уездного предводителя дворянства Александра Николаевича Карамзина — сына писателя и историка Николая Михайловича Карамзина. С 1869 по 1872 годы учился в Ардатовском уездном училище, которое окончил лучшим учеником, показав талант художника. 

### Учёба
По некоторым данным, как талантливы подросток в течение некоторого времени обучался в иконописной мастерской при Троице-Сергиевой лавре. 1873 году был направлен на учёбу на Архитектурный факультет Московского училища живописи, ваяния и зодчества, которое окончил в 1878 году (по другим данным, обучался в училище с 1877 по 1879 годы) с золотой медалью, получив звание учителя гимназии. Золотая медаль позволяла продолжить обучение, и с 1879 по 1885 годы проходил его в Петербургской академии художеств, после окончания которой получил звание Классного художника I степени, представив выпускной комиссии проект великокняжеского дворца в Санкт-Петербурге. Во время обучения участвовал в нескольких архитектурных конкурсах, за которые награждался золотой и серебряной медалями. После окончания учёбы в течение 10 лет преподавал в артиллерийском училище, затем служил в техническо-строительном комитете Министерстве внутренних дел Российской империи.

### Деятельность в Саратове
С 1895 года получил работу старшего архитектора Рязанско-Уральской железной дороги, для исполнения которой переселился в Саратов, где оставался до своей смерти. По заданию Рязанско-Уральской, а затем и Уральско-Илецкой железных дорог, Зыбин спроектировал здания множества железнодорожных вокзалов, например в Курдюме, Аткарске, Салтыкове, Ртищеве. Все эти здания, построенные в модном тогда стиле модерн имеют общие черты. Во-первых, симметрия фасадов. Во-вторых, восприятие постройки в движении — Зыбин в своих проектах стремился перенести основное напряжение на уровень глаз пассажиров, то есть на нижний этаж здания. Для верхней части здания он приберегал крупные формы — аттики, арки, башни. Железнодорожные проекты Зыбина стремились превратить вокзалы в основную визитную карточку города, в котором они располагались, поскольку в то время именно по железной дороге чаще всего прибывали в город путешественники. В 1900 году Зыбин получил заказ на перестройку главного вокзала местной железной дороги — Саратовского. В результате, он был перестроен в форме столичных вокзалов — были сделаны боковые пристройки, а на обновлённом фасаде появились часы. Спроектированный Зыбиным фасад просуществовал до 1977 года, когда после очередной реконструкции он был заменён на бетонно-стеклянный
С начала XX века Пётр Митрофанович стал одним из самых востребованных архитекторов Саратова — им были спроектированы множество частных особняков (включая свой собственный, в котором он проживал со своей семьёй вплоть до смерти), общественных зданий, доходных домов, церквей. Проекты Зыбина отличались особенной выразительностью и являлись ярким проявлением русского провинциального модерна конца XIX — начала XX веков, хотя и с заметными элементами ретроспективизма. С 1897 по 1917 годы он также преподавал в Боголюбовском рисовальном училище, В 1900-1916 гг. состоял членом Саратовского отделения Русского технического общества.
Пётр Митрофанович Зыбин скончался в Саратове 14 августа 1918 года. Современные исследователи включают его в число наиболее ярких представителей саратовского архитектурного модерна.

## Награды
За свою деятельность Пётр Митрофанович Зыбин был награждён Орденом Святого Станислава 3-й степени и Орден Святой Анны 3-й степени.

## Наиболее значимые постройки
По проектам Петра Митрофановича Зыбина были построены:
| Фото | Описаниа | Год       | Современный адрес                             |                             |
| ---- | --- | --------- | --------------------------------------------- | --------------------------- |
|      | Николаевская церковь-школа Рязано-Уральской железной дороги | 1898      | Дегтярная улица, 26                           | [ 10 ] [ 11 ]               |
|      | Саратовский вокзал Коренная перестройка и расширение существовавшего до этого здания. В 1977 году вокзал был в очередной раз перестроен и утратил преданный ему Зыбиным вид | 1900      | Привокзальная площадь                         | [ 12 ]                      |
|      | Дом купца А. И. Крафта | 1900—1901 | Улица Сакко и Ванцетти, 44                    | [ 13 ]                      |
|      | Особняк архитектора П. М. Зыбина | 1901      | Улица Киселёва, 76                            | [ 4 ] [ 14 ] [ 15 ]         |
|      | Клиника глазных болезней | 1904      | Угол улиц Вольской и Бахметьевской            | [ 16 ]                      |
|      | Часовня «Утоли моя печали» («В скорбях и печалях утешение», Церковь-часовня при архиерейском доме)                                                                          | 1907      | Волжская улица, 36                            | [ 17 ] [ 18 ] [ 19 ] [ 20 ] |
|      | Особняк Э. И. Бореля (ныне Дворец бракосочетаний) | 1900-е    | Волжская улица, 22                            | [ 21 ] [ 22 ]               |
|      | Городской общественный банк Ныне Городской дворец творчества юных | 1910—1913 | Театральная площадь, 13                       | [ 23 ]                      |
|      | Богадельня при Нерукотвореной Спасо-Сергиевской церкви | 1911      | Угол улицы Чернышевского и Князевского взвоза | [ 24 ]                      |
|      | Доходные дома А. И. Пташкина | 1911—1913 | Советская улица, 3                            | [ 25 ] [ 26 ] [ 27 ]        |
|      | Дом В. Шишкиной | 1912      | Улица Дзержинского, 8                         | [ 27 ] [ 28 ] [ 29 ]        |

## Семья
Жена — Александра Георгиевна Лебедева, сыновья: инженер Владимир, учёный-технолог Юрий, дипломат, консул Борис. После смерти П. М. Зыбина детей приютили родственники в Москве.

## Память
- Улица в Саратове.